# Lipnica Wielka (Nowy Targ)
Pour les articles homonymes, voir Lipnica Wielka.

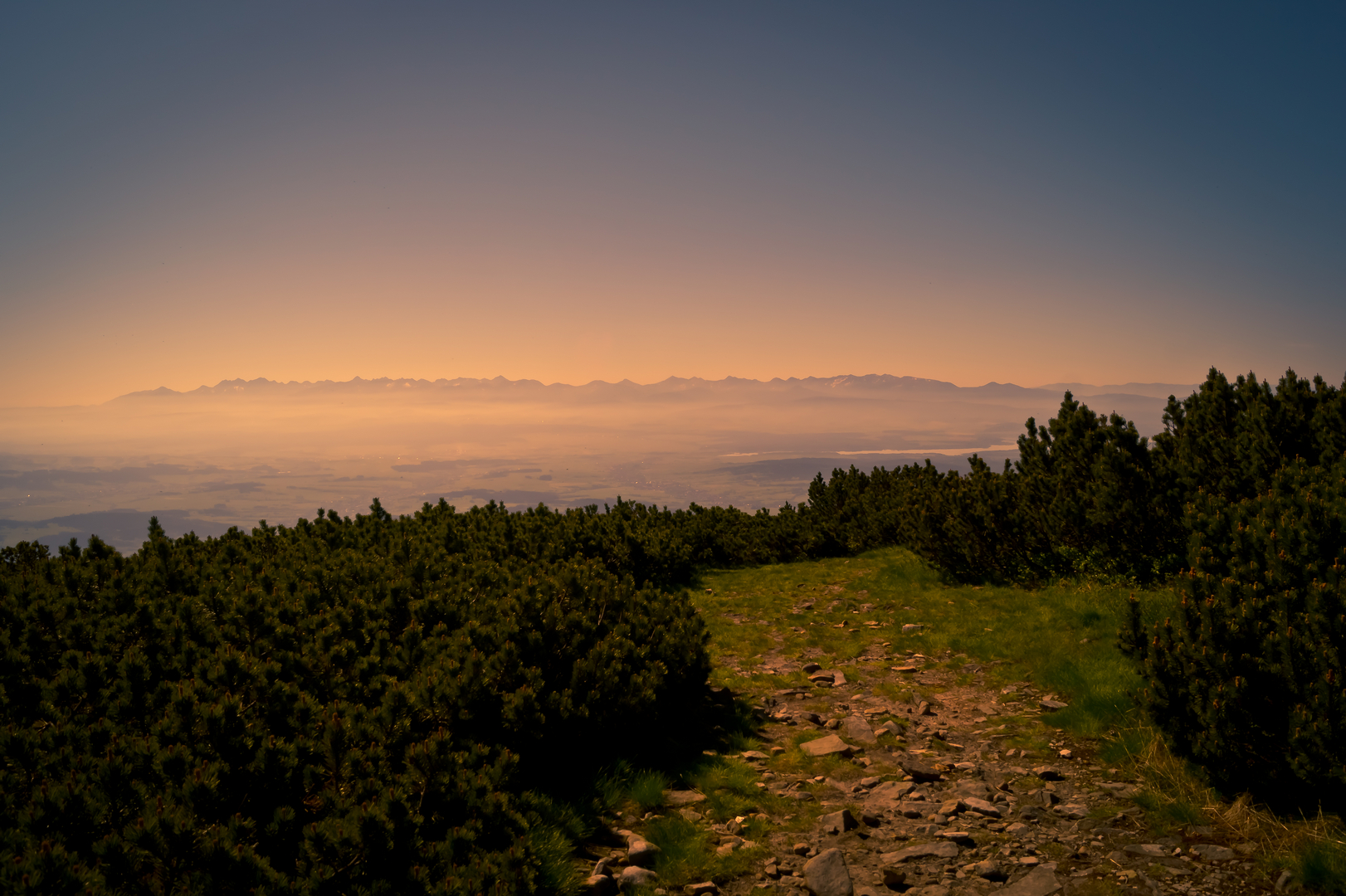

Lipnica Wielka est une localité polonaise, siège de la gmina de Lipnica Wielka, située dans le powiat de Nowy Targ en voïvodie de Petite-Pologne.